# Zossen
Zossen (pronunciación en alemán: /ˈt͡sɔsn̩/ⓘ) es una ciudad alemana en el Distrito de Teltow-Fläming (Brandeburgo), al sur de Berlín, y cerca de la autopista B96. Zossen consta de varios pequeños municipios, que fueron agrupados en 2003 para formar la ciudad.

## Historia
Zossen, como la mayoría de las localidades en Brandeburgo, fue originalmente un asentamiento eslavo. Su nombre proviene de "Sosna" (pino), que es un árbol común en la región. En 1875 se inauguró en Zossen una estación de ferrocarril en la línea férrea que unía Berlín con Dresde y que también conectaba el ferrocarril militar prusiano con el cuartel de artillería de Kummersdorf-Gut, en la actual Am Mellensee.
En 1910 se estableció en Zossen un campo de pruebas y una guarnición del Ejército imperial alemán en la sección Waldstadt (Wünsdorf) y que sigue existiendo en la actualidad. Durante la Primera Guerra Mundial fue el lugar donde se instalaron varios campos de prisioneros de guerra, entre ellos el llamado "campamento de la media luna" (Halbmondlager) para los combatientes musulmanes de la Triple Entente, y donde también se erigió la primera mezquita en Alemania. De 1939 a 1945, Wünsdorf acogió los cuarteles generales subterráneos del Alto Mando de la Wehrmacht alemana (Oberkommando der Wehrmacht, OKW) y el Alto Mando del Ejército (Oberkommando des Heeres, OKH).
Después de la Segunda Guerra Mundial el Ejército Rojo estableció un gran acuartelamiento en la zona, que constituyó el cuartel general del Grupo de Fuerzas Soviéticas en Alemania hasta el final de la Guerra fría.

## Geografía

### Municipios
Desde la reforma municipal de 2003, Zossen está formado por los siguientes municipios:
- Glienick
- Kallinchen
- Nächst Neuendorf
- Nunsdorf
- Schöneiche
- Wünsdorf
- Zossen